# 基龍屬
基龍屬（學名：Edaphosaurus），是種原始的草食性合弓動物，屬於盤龍目基龍科，生存於石炭紀末期到二疊紀早期，約3億到2億8000萬年前。
基龍的第一個化石是在19世紀晚期發現於北美洲，1882年由愛德華·德林克·科普敘述、命名。屬名意為「地面蜥蜴」。近年在捷克、斯洛伐克發現新的基龍化石。
基龍的最明顯特徵是背部的背帆，同時期的異齒龍、楔齒龍有類似背帆，但基龍的背帆形狀、形態並不相同。基龍與闊齒龍是已知最早的草食性四足動物。早期研究根據基龍的銳利牙齒，認為牠們是以小型無脊椎動物為食，例如軟體動物。但近年研究多認為基龍是草食性動物。

## 敘述

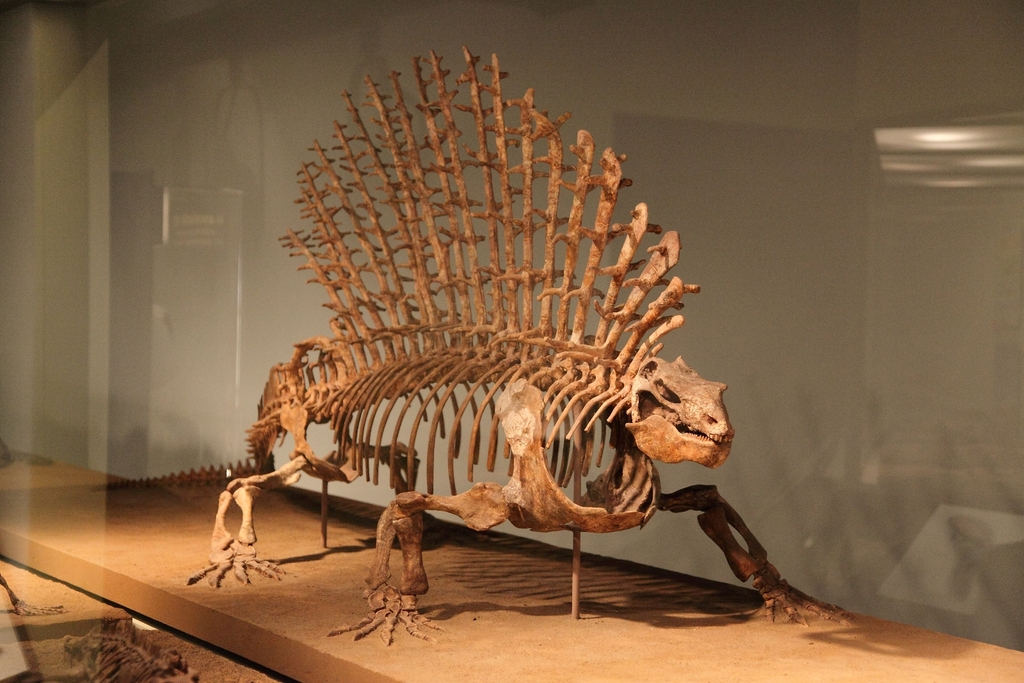
基龍的骨骼模型，芝加哥菲爾德博物館

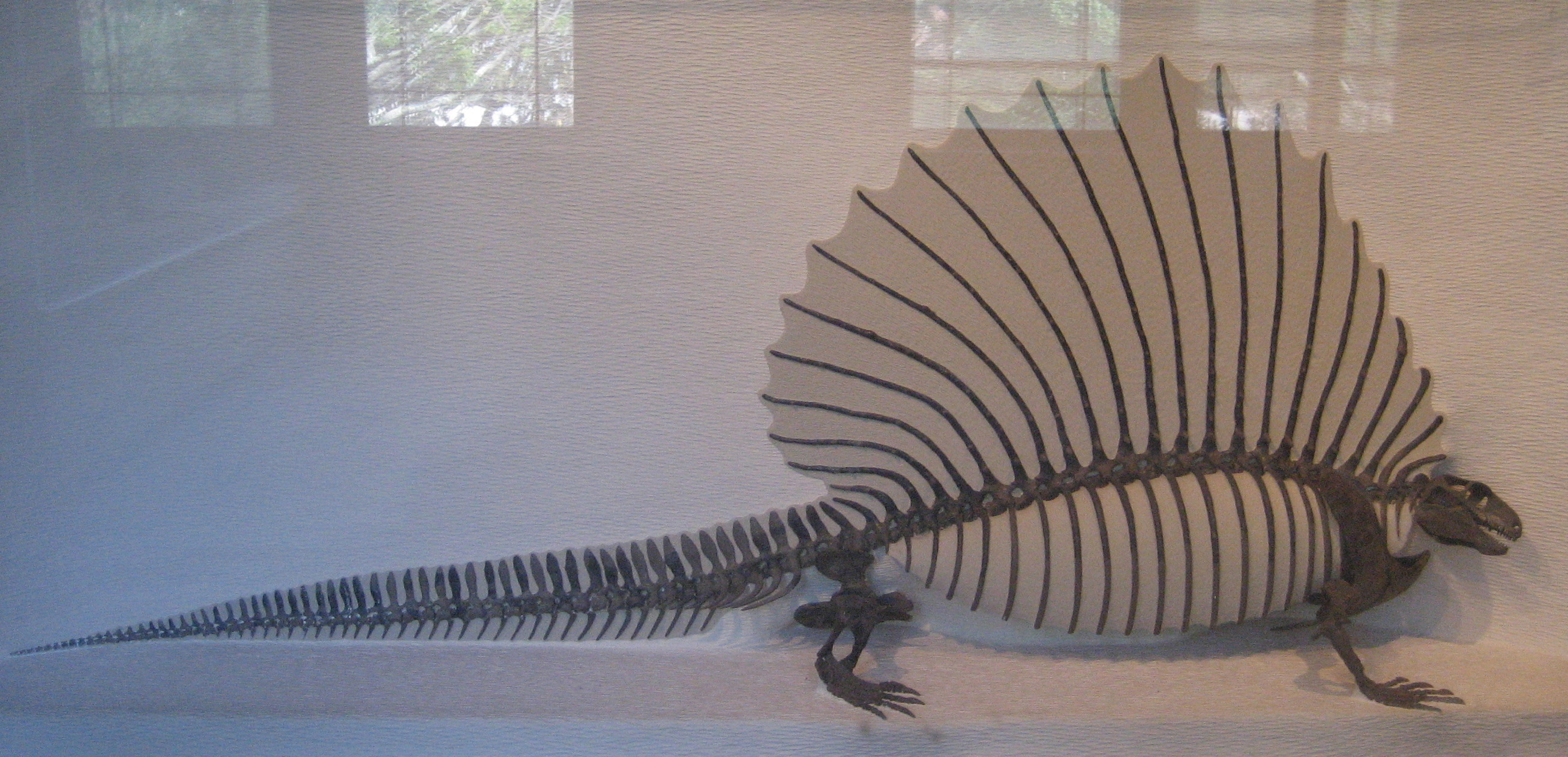
E. boanerges的骨骼，哈佛自然歷史博物館

基龍有者明顯的短、狹窄的小型頭顱骨。基龍有大量的銳利牙齒，下頜可以容納強壯的頜部肌肉，使基龍可以堅硬的植物為食。基龍的背部有多條神經棘，從頸部延伸到臀部。與異齒龍相比，基龍的脊椎神經棘較短、較重而且承載者眾多的小十字狀分叉。基龍的身長從1公尺到3.5公尺，重量超過300公斤。基龍具有寬廣的身體與粗厚的尾巴，顯示牠們的行動緩慢。
已知最早的物種生存於石炭紀末期，是種小型動物，化石破碎、不完整。在早二疊紀，後來的物種體型增大，直到身長3.5公尺，像是E. cruciger與E. pogonias。這些大型物種的特徵是，從頸部與前胸伸出的神經棘負載更大型棒狀分叉。
模式種是E. pogonias，化石發現於德州的二疊紀早期的紅色岩層，是種大型動物。捷克、斯洛伐克也有發現基龍的化石。一種稱作Naosaurus claviger的較小的物種，生存年代較早，也被歸類在基龍屬。

## 种类
| 中文名/学名                | 命名者,命名时间        | 地点                     | 异名               | 图片 |
| -------------------------- | ---------------------- | ------------------------ | ------------------ | ---- |
| Edaphosaurus boanerges     | Romer & Price, 1940    | 德克萨斯州               |                    |      |
| Edaphosaurus colohistion   | Berman, 1979           | 西弗吉尼亚州             |                    |      |
| Edaphosaurus cruciger      | (Cope, 1878)           | 德克萨斯州和俄克拉荷马州 |                    |      |
| Edaphosaurus microdus      | Cope, 1884             | 德克萨斯州               | Naosaurus microdus |      |
| Edaphosaurus novomexicanus | Williston & Case, 1913 | 新墨西哥州               |                    |      |
| Edaphosaurus pogonias      | Cope, 1882             | 德克萨斯州               |                    |      |
| Edaphosaurus raymondi      | (Case, 1908)           | 德克萨斯州               |                    |      |

## 相片集

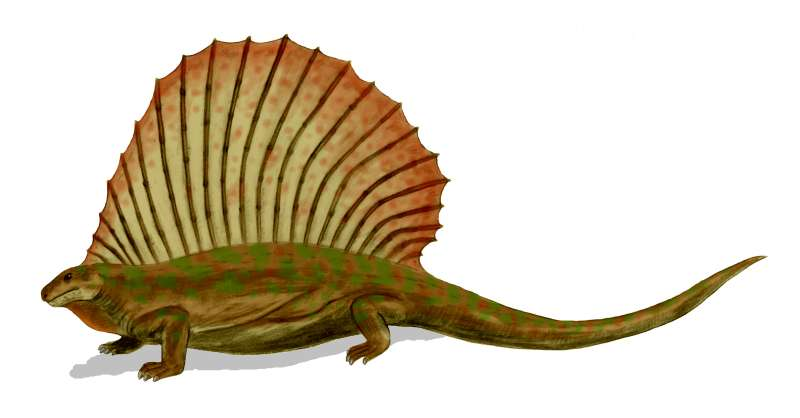
基龍重建圖
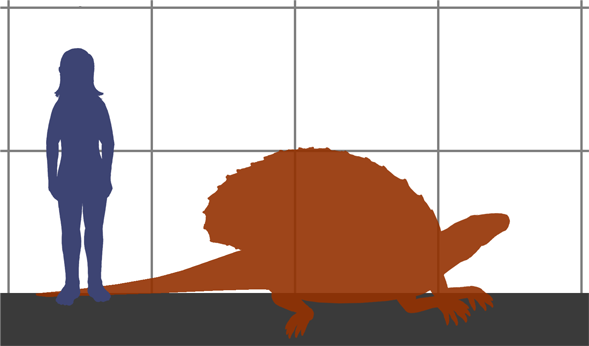
基龍的大小
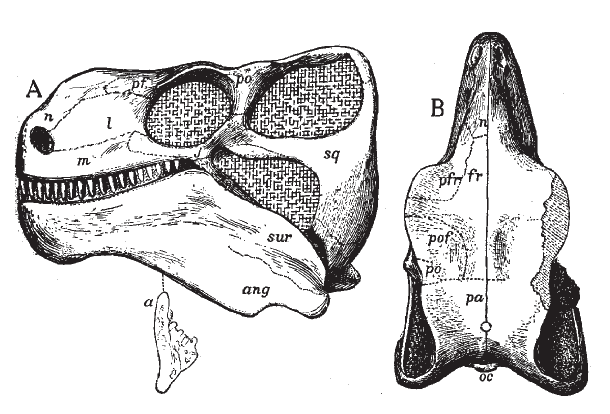
基龍的頭顱骨

## 大眾文化
基龍出現在《與巨獸共舞》（Walking with Monsters）電視節目，節目提及對基龍最不利的敵人為異齒龍。